# Kleje
Kleje (biał. Клеі; ros. Клеи) − wieś na Białorusi, w obwodzie grodzieńskim, w rejonie oszmiańskim, w sielsowiecie Żuprany.

## Historia
W czasach zaborów okolica szlachecka w gminie Soły, w powiecie oszmiańskim, w guberni wileńskiej Imperium Rosyjskiego. W 1866 roku liczyła 121 mieszkańców w 10 domach. W 1905 roku okolica szlachecka liczyła 121 mieszkańców, 451 dziesięcin.
Po I wojnie światowej pod administracją polską, w Zarządzie Cywilnym Ziem Wschodnich. W latach 1920–1922 w składzie Litwy Środkowej.
Od 11 kwietnia 1922 okolica leżała w Polsce, w województwie wileńskim, w powiecie oszmiańskim, w gminie Polany a nestępnie w gminie Soły.
W 1931 w 21 domach zamieszkiwało 141 osób.
Wierni należeli do parafii rzymskokatolickiej w Żupranach. Miejscowość podlegała pod Sąd Grodzki w Oszmianie i Okręgowy w Wilnie; właściwy urząd pocztowy mieścił się w Żupranach.
Po II wojnie światowej w granicach Związku Sowieckiego. Od 1991 w niepodległej Białorusi.